# Захлюпана Ніна Михайлівна
Ні́на Миха́йлівна Захлю́пана (* 9 квітня 1946, Тиниця, Бахмацький район, Чернігівщина - 15 липня 2025) — українська мовознавець і педагог. Кандидат філологічних наук (1983). Відмінник освіти України. Авторка науково-методичних та лексикографічних праць з методики викладання української мови.

## Життєпис
Закінчила філологічний факультет Львівського державного університету (1969). Працювала вчителем української мови та літератури. Упродовж 1971–1975 учителювала в середній школі села Лавриків на Львівщині, згодом — у Львові.
З 1973 року — асистент кафедри української мови Львівського державного університету ім. І. Франка, згодом доцент, заступник декана філологічного факультету кафедри. Завідувач кафедри українського прикладного мовознавства Львівського національного університету ім. І. Франка. Кандидат філологічних наук (1983).
Читає лекції з морфеміки, словотвору, морфології сучасної української літературної мови, методики викладання української мови в середній та у вищій школі.

## Праці
Автор і співавтор науково-методичних та лексикографічних праць з методики викладання української мови, серед яких: «Сторінки національної методики викладання української мови: Конспект лекцій» (1993), «Словник-довідник з методики викладання української мови в середній школі» (Львів, 2002, 2005, у співавторстві), «Іван Франко про реформування школи та сучасність», «Національне відродження і гуманістичні традиції української школи», «Учитель української мови національної школи», «Таблиці і проблемне вивчення морфології» та інші. Співукладач методичних посібників з курсу «Методика викладання української мови в середній школі».